# Jogo de mesa digital
Jogos de mesa digital são um gênero de jogos eletrônicos que inclui jogos com jogabilidades semelhantes às de jogos de mesa físicos, incluindo jogos de tabuleiro, jogos de cartas e jogos de RPG. Muitos jogos de mesa digitais são adaptações de jogos físicos existentes para os videogames, embora alguns deles sejam jogos totalmente digitais que usam a mecânica de jogos de mesa. Há também simuladores de jogos de mesa que permitem aos usuários recriar jogos de mesa a partir de uma variedade de peças de jogos.

## Tipos

### Versões digitais de jogos físicos
Muitos jogos de mesa digitais são simplesmente recriações virtuais de jogos físicos, que podem variar de jogos de cartas simples, como Microsoft Solitaire, a jogos de mesa complexos, como Gloomhaven. As versões digitais normalmente incluem suporte para jogo on-line com outros jogadores, bem como oponentes de inteligência artificial para jogadores individuais.

### Jogos eletrônicos emulando jogos de tabuleiro
Há tipos de jogos eletrônicos que não se baseiam em nenhuma propriedade de jogo físico existente, mas que se baseiam fortemente nos princípios dos jogos de tabuleiro como parte da mecânica de jogo, emulando a experiência do jogo de tabuleiro. Um dos títulos mais notáveis desse tipo é a série de jogos Mario Party, na qual os jogadores se movem em um tabuleiro de jogo com base no lançamento de um ou mais dados, ganhando ou perdendo moedas dependendo de onde caem. Periodicamente, os jogadores participam de um minijogo mais baseado em ação para ganhar itens de bônus e vencer o jogo.

### Jogo digital de cartas colecionáveis
Em variantes digitais de jogos de cartas colecionáveis (CCGs), jogadores criam baralhos de cartas para desafiar outros oponentes. CCGs digitais seguiram a popularidade de jogos como Magic: The Gathering na década de 1990 como uma forma de jogar estes jogos pela internet contra outros jogadores. Muitos dos primeiros CCGs digitais eram simplesmente reproduções de versões físicas do jogo, mas Hearthstone, em 2014, criou um dos primeiros exemplos de um CCG totalmente digital que não poderia ser replicado fisicamente, graças a algumas das regras do jogo, como a habilidade de comprar uma carta entre todas as que já foram publicadas. Hearthstone levou a uma nova onda de CCGs digitais, tanto recriando jogos já existentes quanto títulos novos totalmente digitais.

### Mesas virtuais
Mesas virtuais (em inglês: virtual tabletops, abreviado como VTT) são jogos eletrônicos que permitem que usuários recriem jogos existentes ou criem jogos novos para jogar com outras pessoas pela internet, como Tabletop Simulator (2015) e Tabletopia (2016). O jogo pode ter uma capacidade limitada de criação de scripts, de modo que algumas das funções do jogo de mesa possam ser automatizadas, mas, fora isso, espera-se que os jogadores conheçam as regras e as joguem como determinado, simplesmente usando a mesa virtual como um tabuleiro de jogo.
Certos tipos de jogos têm programas mais especializados para cada tipo de jogo. Por exemplo, há vários aplicativos de mesa virtual, tanto como programas independentes quanto como aplicativos da Web projetados para RPGs que fornecem fichas de personagens e conjuntos de regras de jogo relacionados a combate. Alguns exemplos são Astral, Fantasy Grounds, Foundry VTT e Roll20.